# Wimpassing im Schwarzatale
Wimpassing im Schwarzatale é um município da Áustria localizado no distrito de Neunkirchen, no estado de Baixa Áustria.